# Рокицины-Колёнья
Рокицины-Колёнья (пол. Rokiciny-Kolonia) — село и солецтво в Польше, административный центр сельской гмины Рокицины в Томашувском повете Лодзинского воеводства.

В селе располагается здание управления гмины и католический приходской костёл Святого Семейства.
С 1975 по 1998 год село входило в упразднённое Петроковское воеводство.

## Достопримечательности
- исторический вокзал железнодорожной станции Рокицины построенной в 1846 году на линии Варшаво-Венской железной дороги
- здание почтовой станции с башней построено в 1848 году
- часовня благодарения железнодорожников построена в 1919 году